# Tamanharjo
Tamanharjo is een bestuurslaag in het regentschap Malang van de provincie Oost-Java, Indonesië. Tamanharjo telt 7725 inwoners (volkstelling 2010).